# Verão da Lata
O verão da lata foi um evento inusitado que aconteceu no litoral brasileiro no ano de 1987 até o ano de 1988. O evento em questão ocorreu quando milhares de latas contendo cannabis chegaram ao litoral do Brasil entre as praias de Cabo Frio (ponto mais ao norte onde as latas foram encontradas) e a Praia do Cassino (ponto mais ao sul). Em média foram despejadas ao mar 22 toneladas de maconha em mais de 13 mil latas.

## Ocorrido

### Primeiros relatos
Os primeiros relatos aconteceram em 25 de setembro de 1987 onde pescadores na cidade de Maricá no Rio de Janeiro encontraram 18 latas contendo em média 1,5 kg de maconha em cada lata. Os pescadores assustados com a ocasião levaram as drogas a policia militar do Rio de Janeiro.

### Investigação
As investigações da policia militar do Rio de Janeiro começaram, e após perceber que havia diversas cidades relatando o encontro de latas contendo maconha, a policia militar informou a policia federal brasileira a existência destas latas.  A policia federal já havia recebido informações sobre as latas vindas da central de inteligência dos Estados Unidos.
A policia militar também constatou que a droga contida nas latas era 500x mais forte do que a droga que já estava sendo distribuída em território nacional.
A policia norte-americana já estava ciente que havia um navio chamado Tunamar que futuramente iria para os Estados Unidos e neste navio poderia conter maconha, monitorando a embarcação a inteligência norte-americana percebeu estranhas movimentações da embarcação próxima a costa do Brasil.

### O navio Tunamar
O navio Tunamar havia saído do Panamá e ido até a Austrália onde havia sido carregado e partia em direção aos Estados Unidos. Entre as cargas licitas carregadas pelo navio, havia também latas de suco de uva contendo em seu interior maconha. 
Após um confronto com outros narcotraficantes, o barco danificado e os tripulantes temendo serem capturados, começaram a despejar as cargas de maconha no mar, e logo após toda a carga descarregada no mar o navio foi ao litoral do Brasil para reparos.

### Corrida às latas
Com a popularização da história das latas, diversas pessoas foram até o litoral dos seus estados para tentar pegar alguma lata contendo maconha. A movimentação ocorreu principalmente no litoral entre os estados de São Paulo e Rio Grande do Sul onde foram encontradas as latas. Assim, as praias já cheias com a chegada do verão, começaram a encher ainda mais de pescadores, surfistas, nadadores e civis em busca de latas contendo maconha.
Em contrapartida, as praias ficaram lotadas de policiais. Os policiais, além de tentar pescar as latas de maconha, também estavam reprimindo e observando pessoas que saiam das praias com latas com maconha. 
Com essa tensão, diversos lugares começaram a vender latas de maconha sem maconha. Assim, acabaram confundindo os policiais entre latas legitimas com maconha e latas que eram apenas acessórios decorativos. Nessa confusão de latas, diversas pessoas conseguiram efetivamente sair do litoral com latas de maconha.

## Desfecho

### Prisões e apreensões
Dos 7 tripulantes do navio Tunamar, apenas o cozinheiro Stephen Skelton foi preso. Ele foi ouvido e informou existirem em média 13 mil latas contendo de 1 a 1,5 kg de maconha em cada. Stephen ficou preso no Brasil durante 1 ano, porém logo após foi extraditado para seu país. A polícia militar conseguiu recuperar apenas 3 mil latas das 13 mil que foram despejadas na água. As latas foram encontradas nos seguintes estados:
| Estado            | Numero de Latas | Kg de Maconha |
| ----------------- | --------------- | ------------- |
| Rio Grande do Sul | 9               | +- 13,5 kg    |
| Rio de Janeiro    | 799             | +- 1038,7 kg  |
| São Paulo         | 1735            | +- 2.602,5 kg |
| Total             | 2.543           | +- 3.654,7 kg |

Os estados de Santa Catarina e Paraná não divulgaram os números de latas apreendidas por suas respectivas polícias militares.

### O que aconteceu com as outras latas?
A polícia passou meses atrás das latas de maconha perdidas no litoral do Brasil, porém cerca de 10 mil latas continuaram perdidas. A polícia chegou às seguintes conclusões sobre o destino das outras latas faltantes:
- Foram encontradas por civis;
- Foram resgatadas pelos narcotraficantes que atacaram o Tunamar;
- Afundaram e foram perdidas no mar;
- Foram boiando para outros países.[3]

### Repercussão no narcotráfico
Após milhares de histórias surgirem de pessoas encontrando latas de maconha, o narcotráfico nacional foi fragilizado, tendo em vista que a maconha enlatada tinha maior qualidade do que a maconha vendida em território nacional. Assim, as latas eram consumidas pelas pessoas que compravam do narcotráfico local, ou eram revendidas por outras pessoas que não eram usuárias da droga mas aproveitaram a situação para gerar algum lucro pessoal.

Após a repercussão da qualidade da maconha das latas, os traficantes brasileiros melhoraram a sua produção, aprendendo outros métodos para fazer a maconha render mais e ser mais forte, melhorando o comércio de cannabis nacional. Com o fim das latas, o narcotráfico voltou a ganhar força, agora com o aprendizado que as latas haviam deixado.